# Boechera porphyrea
Boechera porphyrea là một loài thực vật có hoa trong họ Cải. Loài này được (Wooton & Standl.) Windham, Al-Shehbaz & P.Alexander mô tả khoa học đầu tiên năm 2007.